# Organizacja Arabskich Krajów Eksportujących Ropę Naftową
Organizacja Arabskich Krajów Eksportujących Ropę Naftową (OAPEC, ang. Organization of Arab Petroleum Exporting Countries, arab. منظمة الدول العربية المصدرة للنفط) – organizacja międzynarodowa powstała w 1968 roku w wyniku porozumienia zawartego w Bejrucie przez rządy Kuwejtu, Libii i Arabii Saudyjskiej. Podstawowym celem działania organizacji jest ochrona interesów państw arabskich, będących eksporterami ropy naftowej.
OAPEC liczy 11 państw członkowskich (z których 7 należy jednocześnie do OPEC), w tym jednego członka zawieszonego – Tunezję.

## Członkowie
- Algieria (od 1970)
- Arabia Saudyjska (od 1968)
- Bahrajn (od 1970)
- Egipt (od 1973)
- Irak (od 1972)
- Katar (od 1970)
- Kuwejt (od 1968)
- Libia (od 1968)
- Syria (od 1972)
- Tunezja (od 1982; od 1986 zawieszona)
- Zjednoczone Emiraty Arabskie (od 1970)